# Chthonius tamaran
Chthonius tamaran es una especie de arácnido  del orden Pseudoscorpionida de la familia Chthoniidae.

## Distribución geográfica
Es endémico de las islas Canarias (España); se ha encontrado en Gran Canaria.

## Descripción
Miden unos 1,3-1,7 mm de longitud total.